# 硫鹼螺旋菌屬
硫鹼螺旋菌屬为外硫紅螺旋菌科的一个属。该属的模式种为（Thioalkalispira microaerophila）。

## 下属物种
- Thioalkalispira microaerophila Sorokin et al. 2002